# Булун (приток Коркодона)
Булу́н (также Рассоха, в верховье — Доломнан) — река в России, протекающая по Среднеканскому и Омсукчанскому районам Магаданской области, правый приток Коркодона. Длина реки — 428 км (от истока ручья Перевального — 431 км), площадь водосборного бассейна — 17000 км².
Река берёт начало из небольшого озера на западных склонах Конгинского хребта в Омсукчанском районе Магаданской области, на высоте 477 м над уровнем моря. В верховьях течёт по гористой местности на север. После впадения ручья Заросшего, к югу от горы Подкова, поворачивает на запад и далее на северо-запад. В среднем течении, выйдя на равнину, ограничивает с юга Токурскую впадину. После впадения Ненкала круто поворачивает на юго-запад и течёт в этом направлении до устья, окаймляя южную часть Юкагирского плоскогорья. Поселения на берегах отсутствуют. Русло реки сильно заболочено. В низовьях — старичные озёра вдоль низменного левого берега. Впадает в Коркодон по правому берегу на отметке менее 125 м над уровнем моря в 91 км от его впадения в Колыму. Ширина в низовьях — 85 м при глубине 1,4 м; скорость течения перед устьем составляет 1 м/с. Вдоль левого берега проходит зимник. Река замерзает с начала октября по конец мая. 

## Основные притоки
Указаны притоки длиной более 30 км.
| Название   | Расстояние от устья | Длина | Положение |
| ---------- | ------------------- | ----- | --------- |
| Нельгю     | 78                  | 73    | левый     |
| Алы-Юрях   | 86                  | 254   | правый    |
| Ненкал     | 138                 | 132   | правый    |
| Долинный   | 149                 | 34    | левый     |
| Визуальная | 171                 | 156   | правый    |
| Огромный   | 237                 | 34    | левый     |
| Сквозной   | 278                 | 47    | левый     |
| Озёрная    | 281                 | 34    | левый     |
| Заросший   | 318                 | 38    | правый    |
| Спокойный  | 379                 | 31    | правый    |
| Грозный    | 387                 | 39    | правый    |

## Данные водного реестра
По данным государственного водного реестра России и геоинформационной системы водохозяйственного районирования территории РФ, подготовленной Федеральным агентством водных ресурсов:
- Бассейновый округ — Анадыро-Колымский
- Речной бассейн — Колыма
- Речной подбассейн — Колыма до впадения Омолона
- Водохозяйственный участок — Колыма от впадения реки Сеймчан до водомерного поста ГМС Коркодон
- Код водного объекта — 19010100312119000027592